# Sauze
Pour l’article homonyme, voir Sauze (homonymie).
Sauze (Lou Sauvé en dialecte alpin) est une commune française située dans le département des Alpes-Maritimes, en région Provence-Alpes-Côte d'Azur.
Ses habitants sont appelés les Sauzois.

## Géographie

### Localisation
Sauze est situé à 1,5 km de Guillaumes à vol d’oiseau et à 8,5 km par la route, dans le Haut Pays niçois, à une centaine de kilomètres de Nice et à 1 330 m d'altitude.

### Géologie et relief
La commune se compose de 0,44 hectares de territoires agricoles (0,02 %) et 2 752,06 hectares de forêts et milieux semi-naturels (99,97 %).
Sauze se trouve en bordure du Parc national du Mercantour.
Points culminants de la commune :
- le Mont Saint-Honorat,
- la Cime Fourchias,
- la Pointe de Sangaris.

Les Villetales (Villetales-Haute et Basse et les Blachières), les Selves, le Sauze-Vieux, la Vigiere, les Terrassettes et les Moulins sont des hameaux de la commune.

### Sismicité
Commune située dans une zone de sismicité moyenne.

### Hydrographie et les eaux souterraines
Cours d'eau sur la commune ou à son aval :
- rioux d'enaux, de la palud,
- ruisseaux du clot et de clamourettes, de maux-sang, du gias et de l'adrès,
- vallons du planet, de costa plana, de cante, d'estouffagne,
- ravin de roccia d'ariel.

### Climat
Pour des articles plus généraux, voir Climat de Provence-Alpes-Côte d'Azur et Climat des Alpes-Maritimes.
En 2010, le climat de la commune est de type climat de montagne, selon une étude du Centre national de la recherche scientifique s'appuyant sur une série de données couvrant la période 1971-2000. En 2020, Météo-France publie une typologie des climats de la France métropolitaine dans laquelle la commune est exposée à un climat de montagne ou de marges de montagne et est dans la région climatique  Alpes du sud, caractérisée par une pluviométrie annuelle de 850 à 1 000 mm, minimale en été. 
Pour la période 1971-2000, la température annuelle moyenne est de 8,8 °C, avec une amplitude thermique annuelle de 16,4 °C. Le cumul annuel moyen de précipitations est de 1 051 mm, avec 6,4 jours de précipitations en janvier et 6,3 jours en juillet. Pour la période 1991-2020, la température moyenne annuelle observée sur la station météorologique de Météo-France la plus proche, « Péone », sur la commune de Péone à 7 km à vol d'oiseau, est de 7,9 °C et le cumul annuel moyen de précipitations est de 1 013,1 mm. 
La température maximale relevée sur cette station est de 31 °C, atteinte le 28 juin 2019 ; la température minimale est de −15,5 °C, atteinte le 28 février 2018,,. 
Les paramètres climatiques de la commune ont été estimés pour le milieu du siècle (2041-2070) selon différents scénarios d'émission de gaz à effet de serre à partir des nouvelles projections climatiques de référence DRIAS-2020. Ils sont consultables sur un site dédié publié par Météo-France en novembre 2022.

### Voies de communications et transports

#### Voies routières
Depuis la Route nationale 202, commune desservie par la D 902 puis D 2202 et reliée à Guillaumes par la D76.

#### Transports en commun
Transport en Provence-Alpes-Côte d'Azur
- Le réseau Lignes d'Azur[12].

##### Lignes SNCF
- Train des Pignes : Gare du Sud – Nice / Digne, arrêt Entrevaux (20 km de Guillaumes)[13].

### Intercommunalité
Commune membre de la Communauté de communes Alpes d'Azur.

## Urbanisme

### Typologie
Au 1er janvier 2024, Sauze est catégorisée commune rurale à habitat très dispersé, selon la nouvelle grille communale de densité à 7 niveaux définie par l'Insee en 2022.
Elle est située hors unité urbaine et hors attraction des villes,.

### Occupation des sols
L'occupation des sols de la commune, telle qu'elle ressort de la base de données européenne d’occupation biophysique des sols Corine Land Cover (CLC), est marquée par l'importance des forêts et milieux semi-naturels (100 % en 2018), une proportion identique à celle de 1990 (100 %). La répartition détaillée en 2018 est la suivante : 
forêts (46,8 %), milieux à végétation arbustive et/ou herbacée (34 %), espaces ouverts, sans ou avec peu de végétation (19,2 %).
L'évolution de l’occupation des sols de la commune et de ses infrastructures peut être observée sur les différentes représentations cartographiques du territoire : la carte de Cassini (XVIIIe siècle), la carte d'état-major (1820-1866) et les cartes ou photos aériennes de l'IGN pour la période actuelle (1950 à aujourd'hui).
Schéma de cohérence territoriale (SCOT) Communauté de communes Alpes d'Azur.

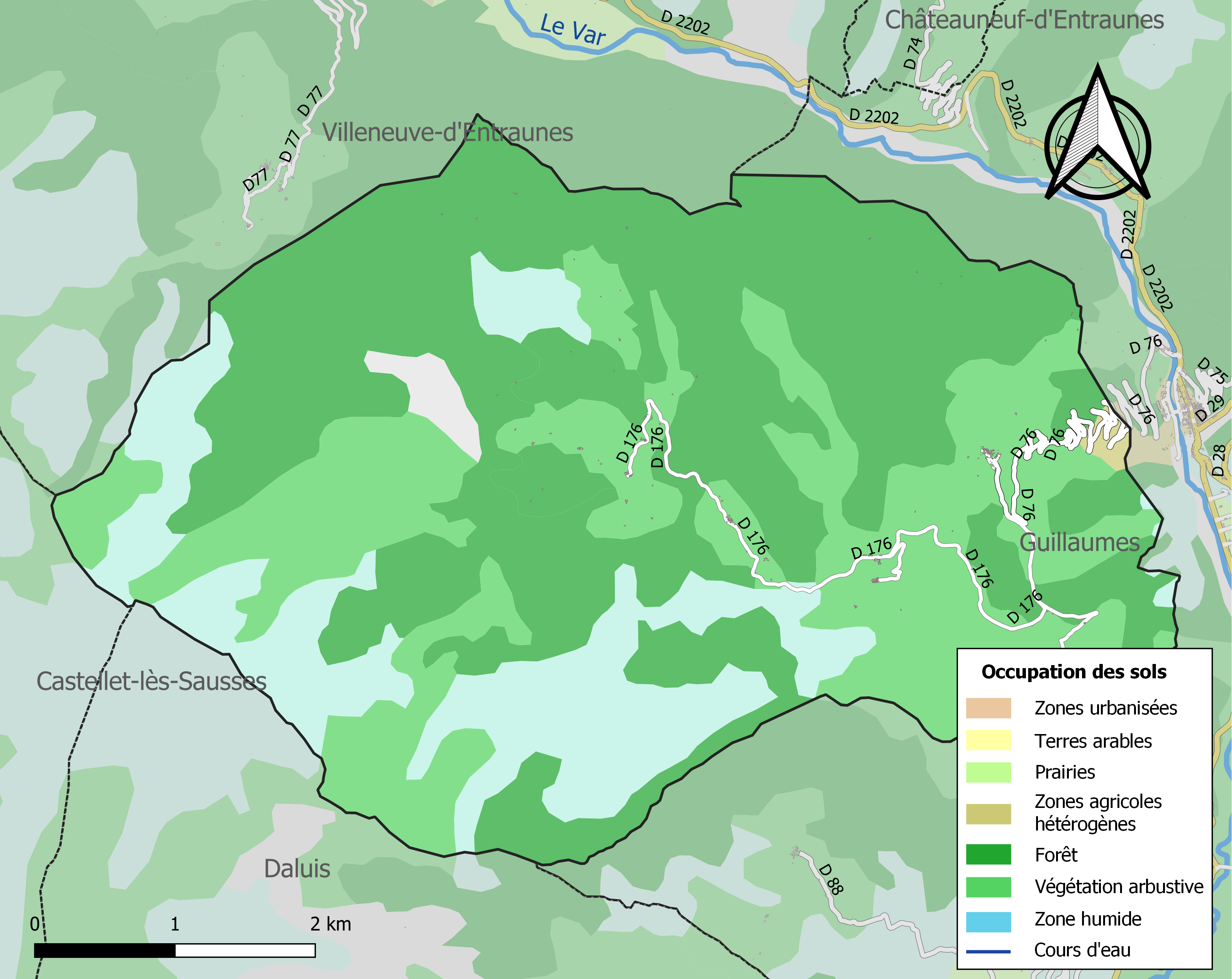
Carte de l'occupation des sols de la commune en 2018 (CLC).

## Économie

### Entreprises et commerces

#### Agriculture
- Élevages, et production céréalière qui valut jadis à ce village le surnom de “grenier à blé” de la haute vallée du Var.

#### Tourisme
- Guillaumes est une des portes du Parc national du Mercantour.
- Stations de sports d'hiver proches : Valberg, etc.
- Les cabanes de La Vigière[20].
- Gîtes d'étapes et refuges, chambre d'hôtes.

#### Commerces
- Auberge communale Bistrot de pays[21],[22],[23].
- Commerces et services de proximité à Guillaumes[24].

## Histoire
Après la conquête romaine (achevée en 14 av. J.-C.), Auguste organise les Alpes en provinces. Le territoire de l’actuelle commune de Sauze dépend de la province des Alpes-Maritimes et est rattaché à la civitas de Glanate (Glandèves). À la fin de l’Antiquité, le diocèse de Glandèves reprend les limites de cette civitas.
Un habitat fortifié dénommé Sauze est mentionné durant la première moitié du XIIIe siècle.
En 1369, Sauze est une co-seigneurie dont l'un des dominus est Ugo Blachas. Puis les délégués communaux de la cité et du Val d'Entraunes vont prêter hommage au comte de Savoie, entre les mains du baron Jean Grimaldi de Beuil,en novembre 1388. 
On note aussi un Pierre Jaubert de Villevieille, né vers 1450 et Seigneur de la Sauze de Digne. Les premiers Jaubert de Villevieille à porter ce titre sont Jean et Pierre Jaubert de Villevieille vers 1393. Son fils Jean Jaubert de Villevieille, capitaine de la ville de Barcelonnette, résidait au hameau de Faucon. Il est enterré dans l'église paroissiale de Faucon, dans la chapelle de Ste Madeleine. 
En 1472 la communauté de Sauze rachète les droits féodaux à l'un de ses co-seigneurs Gaude de Galarax, d'autres co-seigneurs, les frères Claude et Barthélémy de Faucon devront prêter hommage à Jacques Grimaldi de Beuil, seigneur médiat de la moitié du château.
Le 22 juin 1473, Yolande de France, duchesse de Savoie, qui gouverne en raison des déficiences de son époux Amédée IX, place Sauze sous la domination de la baronnie de Beuil, les Marquesan étant co-seigneurs.
Après la destitution et l'exécution d'Annibal Grimaldi, comte de Beuil, son fief est démantelé, Sauze, comme Péone et Beuil est inféodé  en 1623 à Paolo Camilla Cavalca, seigneur d'Asigliano, Patrice de Parme, avant de passer passer par héritage aux Le Long de Chenillac puis à Victor Amédée Maffei par mariage avec la dernière héritière de la seigneurie.

## Héraldique
| Blason de Sauze | Blason  | D’argent au saule pleureur arraché de sinople chargé d’un écusson fuselé d’argent et de gueules. |
| Blason de Sauze | Détails | Le statut officiel du blason reste à déterminer.                                                 |

## Politique et administration
| Période       | Période       | Identité                  | Étiquette | Qualité                     |
| ------------- | ------------- | ------------------------- | --------- | --------------------------- |
| 1884          | 1892          | Laurent Trouche           |           |                             |
| 1892          | 1900          | Louis Trouche             |           |                             |
| 1900          | 1929          | François Boyer            |           |                             |
| 1929          | 1935          | Nicolas Boyer             |           |                             |
| 1935          | 1942          | Félix Nicolas             |           |                             |
| 1942          | 1952          | Joseph Boyer              |           |                             |
| 1952          | mars 1959     | Francis Boyer             |           |                             |
| mars 1959     | 1977          | César Trouche             |           |                             |
| mars 1977     | 1981          | Marcel Maunier            |           |                             |
| 1981          | décembre 2012 | Roger Bottero             |           |                             |
| décembre 2012 | En cours      | Nicole Bottero Bertolotti | DVD       | Retraitée de l'enseignement |

Depuis le 1er janvier 2014, Sauze fait partie de la communauté de communes des Alpes d'Azur. Elle était auparavant membre de la communauté de communes de Cians Var, jusqu'à la disparition de celle-ci lors de la mise en place du nouveau schéma départemental de coopération intercommunale.

### Budget et fiscalité 2023
En 2023, le budget de la commune était constitué ainsi :
- total des produits de fonctionnement : 196 000 €, soit 2 691 € par habitant ;
- total des charges de fonctionnement : 140 000 €, soit 1 923 € par habitant ;
- total des ressources d'investissement : 73 000 €, soit 1 001 € par habitant ;
- total des emplois d'investissement : 37 000 €, soit 511 € par habitant ;
- endettement : 67 000 €, soit 921 € par habitant.

Avec les taux de fiscalité suivants :
- taxe d'habitation : 18,80 % ;
- taxe foncière sur les propriétés bâties : 22,62 % ;
- taxe foncière sur les propriétés non bâties : 23,59 % ;
- taxe additionnelle à la taxe foncière sur les propriétés non bâties : 0,00 % ;
- cotisation foncière des entreprises : 0,00 %.

Chiffres clés Revenus et pauvreté des ménages en 2021 : médiane en 2021 du revenu disponible, par unité de consommation.

## Population et société

### Démographie

#### Évolution démographique
L'évolution du nombre d'habitants est connue à travers les recensements de la population effectués dans la commune depuis 1793. Pour les communes de moins de 10 000 habitants, une enquête de recensement portant sur toute la population est réalisée tous les cinq ans, les populations de référence des années intermédiaires étant quant à elles estimées par interpolation ou extrapolation. Pour la commune, le premier recensement exhaustif entrant dans le cadre du nouveau dispositif a été réalisé en 2007.

En 2022, la commune comptait 69 habitants, en évolution de −6,76 % par rapport à 2016 (Alpes-Maritimes : +2,85 %, France hors Mayotte : +2,11 %).
| 1793 | 1800 | 1806 | 1822 | 1838 | 1848 | 1858 | 1861 | 1866 |
| ---- | ---- | ---- | ---- | ---- | ---- | ---- | ---- | ---- |
| 388  | 405  | 416  | 398  | 389  | 368  | 298  | 297  | 298  |

| 1872 | 1876 | 1881 | 1886 | 1891 | 1896 | 1901 | 1906 | 1911 |
| ---- | ---- | ---- | ---- | ---- | ---- | ---- | ---- | ---- |
| 253  | 237  | 216  | 227  | 232  | 218  | 210  | 211  | 179  |

| 1921 | 1926 | 1931 | 1936 | 1946 | 1954 | 1962 | 1968 | 1975 |
| ---- | ---- | ---- | ---- | ---- | ---- | ---- | ---- | ---- |
| 150  | 130  | 141  | 157  | 110  | 88   | 63   | 42   | 43   |

| 1982 | 1990 | 1999 | 2006 | 2007 | 2012 | 2017 | 2022 | - |
| ---- | ---- | ---- | ---- | ---- | ---- | ---- | ---- | - |
| 85   | 60   | 100  | 105  | 106  | 84   | 70   | 69   | - |

### Enseignement
Établissements d'enseignements :
- Écoles maternelles et primaires à Guillaumes, Daluis,
- Collèges à Puget-Théniers, Annot,
- Lycées à Valberg, Valdeblore.

### Santé
Professionnels et établissements de santé :
- Médecins à Péones, Entrevaux, Puget-Théniers,
- Pharmacies à Guillaumes, Péones, Entrevaux,
- Hôpitaux à Puget-Théniers, Saint-Étienne-de-Tinée.

### Cultes
- Culte catholique, Paroisse Saint Jean Baptiste[39], Diocèse de Nice.

## Lieux et monuments
Patrimoine religieux :
- Église Notre-Dame-de-la-Colle[40],[41].
- Église Saint-Jean-Baptiste des Moulins[42].
- Chapelles :

Chapelle alpine Saint Macaire aux Selves,.
Chapelle Saint Barthélémy Villetalle.
Chapelle Saint-Laurent, XVIIe siècle.
Chapelle Saint Joseph à Sauze le Vieux.
- Oratoire de St-Macaire.

Autres lieux et patrimoines :
- Ruines d'un château féodal, XIIe siècle à Sauze le Vieux.
- Aires qui servaient au foulage du blé[48].
- Four à pain[49].
- Grottes sépulcrale d’âge néolithique de Trémens du Vallon du Cante.
- Grotte-refuge de la Lare.
- Monument aux morts, Conflits commémorés : 1914-1918 [50].